# Lempzours
Lempzours é uma comuna francesa na região administrativa da Nova Aquitânia, no departamento Dordonha. Estende-se por uma área de 11 km². Em 2010 a comuna tinha 141 habitantes (densidade: 12,8 hab./km²).